# Osmaneli
Osmaneli ist eine Stadt und ein Landkreis der türkischen Provinz Bilecik. Die Stadt liegt etwa 25 Kilometer nördlich der Provinzhauptstadt Bilecik. Die im Stadtsiegel abgebildete Jahreszahl 1926 dürfte auf das Jahr der Erhebung zur Gemeinde (Belediye/Belde) hinweisen.
Der Landkreis liegt im Norden der Provinz. Er grenzt im Osten an Gölpazarı, im Süden an den zentralen Landkreis und im Norden an die Provinzen Bursa und Sakarya. Durch den Kreis verläuft von Norden nach Süden die Fernstraße D-650, die von Adapazarı im Norden über Afyonkarahisar im Süden weiter bis nach Antalya an der Mittelmeerküste führt. Die Stadt liegt im Tal des Flusses Sakarya, der weiter im Norden ins Schwarze Meer fließt. Wenige Kilometer nördlich der Stadt mündet, von Westen kommend, der Göksu Çayı in den Sakarya. Nördlich davon liegen Ausläufer des Gebirges Katırlı Dağları.
Der Kreis besteht neben der Kreisstadt noch aus 27 Dörfern (Köy) mit durchschnittlich 203 Einwohnern, von denen elf mehr Einwohner als der Durchschnitt haben. Hisarcık ist mit 637 Einwohnern das größte Dorf. Die Bevölkerungsdichte von 43,0 Einw. je km² ist die dritthöchste der Provinz.